# Неги, Дарван
Дарван Сингх Неги (англ. Darwan Singh Negi, 4 марта 1883 — 24 июня 1950) — индийский кавалер креста Виктории, высшей воинской награды за героизм проявленный в боевой обстановке, которая может быть вручена военнослужащим стран Содружества и прежних территорий Британской империи.

## Биография
Примерно к 31 году Дарван Сингх Неги был наиком 1-го батальона 39-го полка гархвалских стрелков Британской Индийской армии. За свои действия в период с 23 по 24 ноября 1914 года во французском Фестюбере был представлен к награде.
В официальном объявлении о награде говорилось:
За выдающуюся храбрость, проявленную в ночь с 23 на 24 ноября в районе Фестюбера, Франция. Когда полк контратаковал, чтобы отбить и отчистить от противника наши окопы, он был одним из первых кто разил каждого следующего врага, невзирая на ожесточённый ближний ружейный огонь и взрывы гранат, хотя и был к тому моменту уже дважды ранен в голову и один раз в руку.
Позднее Сингх дослужился до звания субедар.